# Nannodioctria seminole
Nannodioctria seminole là một loài ruồi trong họ Asilidae. Nannodioctria seminole được Bromley miêu tả năm 1924. Loài này phân bố ở vùng Tân Bắc giới.